# رومولية تمبسكي
رومولية تمبسكي (باللاتينية: Romulea tempskyana) نوع نباتي يتبع جنس الرومولية من الفصيلة السوسنية.

## الموئل والانتشار
موطنها بلاد الشام وقبرص وتركيا.